# Ghiacciaio Nylen
Il ghiacciaio Nylen è un ghiacciaio lungo circa 2 km situato nella regione centro-occidentale della Dipendenza di Ross, in Antartide. Il ghiacciaio, il cui punto più alto si trova a circa 1700 m s.l.m., si trova in particolare nella zona occidentale della dorsale Asgard, poco a est del ghiacciaio Schlatter, dove fluisce verso sud, parallelamente a quest'ultimo, partendo da un nevaio sito a sud del picco Veli e scorrendo giù per il versante settentrionale della valle di Pearse. Pur non arrivando direttamente sul fondo di quest'ultima, con il suo scioglimento stagionale il ghiacciaio alimenta il lago House, un lago glaciale lì presente.

## Storia
Il ghiacciaio Nylen è stato mappato dalla squadra occidentale della spedizione Terra Nova, condotta dal 1910 al 1913 e comandata dal capitano Robert Falcon Scott, ma così battezzato solo nel 2004 dal Comitato consultivo dei nomi antartici in onore di Thomas H. Nylen, un geologo dell'Università statale di Portland che, per conto del Programma Antartico degli Stati Uniti d'America, ha compiuto studi sui ghiacciai nella valle di Taylor dal 1999 al 2003.